# Arnoglossus rueppelii
Arnoglossus rueppelii är en fiskart som först beskrevs av Cocco, 1844.  Arnoglossus rueppelii ingår i släktet Arnoglossus och familjen tungevarsfiskar. IUCN kategoriserar arten globalt som livskraftig. Inga underarter finns listade i Catalogue of Life.